# Кампацо (Бреша)
Кампацо је насеље у Италији у округу Бреша, региону Ломбардија.
Према процени из 2011. у насељу је живело 44 становника. Насеље се налази на надморској висини од 61 м.